# Hamburgi kikötő
A hamburgi kikötő (németül: Hamburger Hafen, kiejtése [ˈhambʊʁɡɐ ˈhaːfn̩]) egy tengeri kikötő az Elba folyón Hamburgban, Németországban, 110 kilométerre az északi-tengeri torkolattól.
Németország „kapuja a világba” (Tor zur Welt) néven ismert, és az ország legnagyobb tengeri kikötője. A TEU-átrakást tekintve Hamburg a harmadik legforgalmasabb kikötő Európában (Rotterdam és Antwerpen után) és a 15. legnagyobb a világon, míg a gyorsan növekvő konténerforgalmat tekintve második legnagyobb kikötője. A konténerforgalmat tovább bővítik, Hamburgban működik a világ legmodernebb, teljesen automatizált konténerkikötője, a 2003-ban megnyílt Altenwerder Terminál. Hamburgban 2014-ben 9,73 millió TEU-t (20 lábas szabványos konténeregyenérték) kezeltek.
A kikötő területe 73,99 négyzetkilométer (64,80 km² hasznosítható), amelyből 43,31 km² (34,12 km²) szárazföldi terület. Az elágazó Elba ideális helyet teremt egy kikötőkomplexum számára, raktározási és átrakodási lehetőségekkel. A kiterjedt szabadkikötőt akkor hozták létre, amikor Hamburg csatlakozott a német vámunióhoz. Lehetővé tette a behozott áruk vámmentes tárolását, valamint a feldolgozott, újracsomagolt, a gyártásban felhasznált, majd vámmentesen újraexportált anyagok behozatalát. A szabadkikötő 2013-ban felhagyta a működését.
A kikötő 68 000 embernek ad munkát, a környező területeken 154 000 állás függ a kikötőgazdaságtól. Hamburg ún. általános kikötő, ahol bármely áruféleséget ki lehet rakodni.

## Története

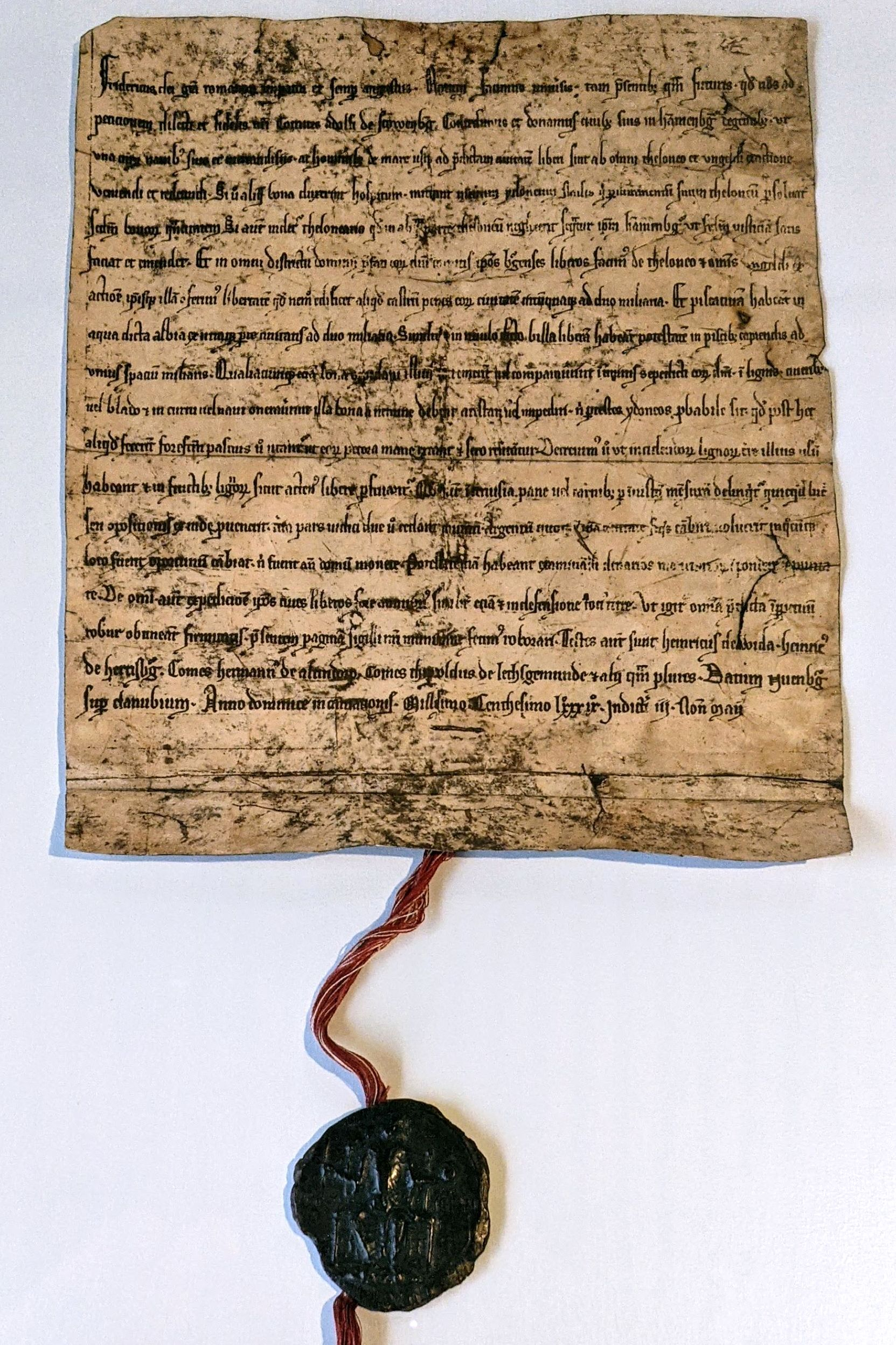
Állítólagos Barbarossa oklevele 1189-ből, amelyet sokáig a hamburgi kikötő alapító okiratának tekintettek.

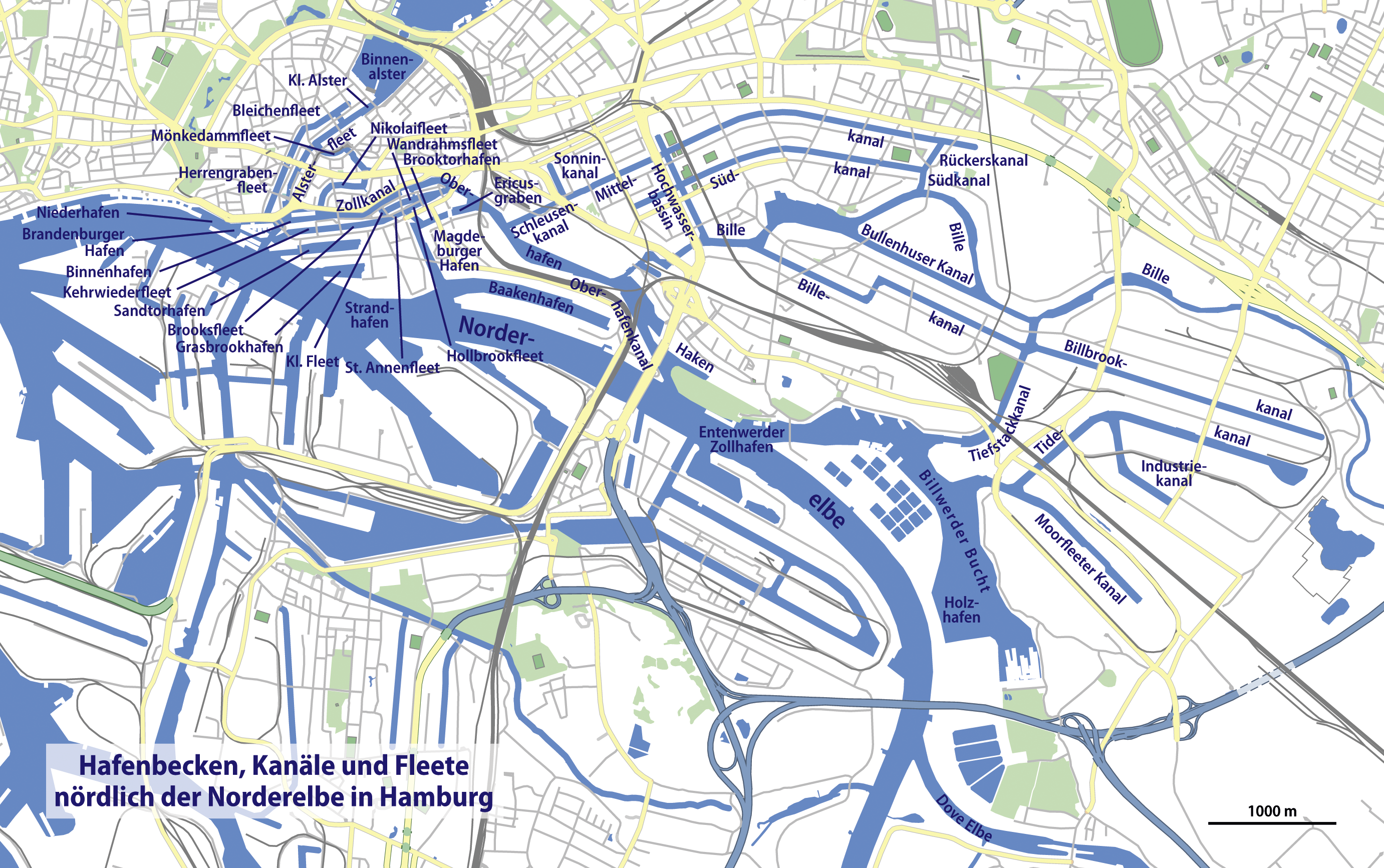
A kikötő keleti réssze

Hamburg már a 14. században az Északi-tenger legjelentősebb Hanza-városa volt. A városi kikötő ma Németország legnagyobb tengeri kapuja. 2007-ben 140 millió tonna árut rakodtak át a város rakpartjain. 